# The Unforgettable Fire (album)
Cet article concerne l'album de U2. Pour la chanson du même groupe, voir The Unforgettable Fire.
Albums de U2
Under a Blood Red Sky
(1983) Wide Awake in America
(1985)
Singles
1. Pride (In the Name of Love)
Sortie : septembre 1984
2. The Unforgettable Fire
Sortie : avril 1985

The Unforgettable Fire est le quatrième album studio du groupe de rock irlandais U2, sorti le 1er octobre 1984 sous le label Island Records. Enregistré au château de Slane Castle dans le Comté de Meath et aux Studios Windmill Lane à Dublin du 7 mai au 5 août 1984, il est produit par le Britannique Brian Eno et le Canadien Daniel Lanois, qui débutent en même temps une longue collaboration avec la formation dublinoise. Disque de rupture par rapport à la trilogie précédente dite « héroïque », The Unforgettable Fire marque une étape importante dans la carrière de U2 qui oriente désormais son rock vers des contrées sonores plus aventureuses et apaisées. Le titre du disque est un hommage à une exposition de peintures organisée par les survivants d'Hiroshima et Nagasaki. La chanson phare de l'album Pride (In the Name of Love), accède à la 3e place dans les charts britanniques et devient le plus gros tube du groupe à l'époque. Le disque quant à lui, a reçu des critiques généralement favorables de la presse et s'est vendu à 8,1 millions d'exemplaires à travers le monde dont 3,6 millions rien qu'aux Etats-Unis. Pour The Edge : « sans cet album, The Joshua Tree ne serait probablement jamais né ». La tournée promotionnelle de l'album, marquée par l'interprétation améliorée de la chanson Bad, se déroule du 29 août 1984 au 25 juillet 1985.

## Historique

### Contexte
Après le succès de l'album et de la tournée War, U2 veut se remettre en question et explorer d'autres horizons musicaux. « Nous recherchions quelque chose d'un peu plus sérieux, plus artistique » se souvient le bassiste Adam Clayton. Pour ce premier grand virage, les Irlandais doivent prendre une décision délicate, substituer Steve Lillywhite, dans la production du prochain disque. Ils sont pourtant satisfaits du travail accompli par le Britannique sur leurs trois précédents opus. Mais, ils savent aussi qu'ils ne doivent pas s'aventurer dans la ruelle sans issue impliquant la répétition de poncifs.

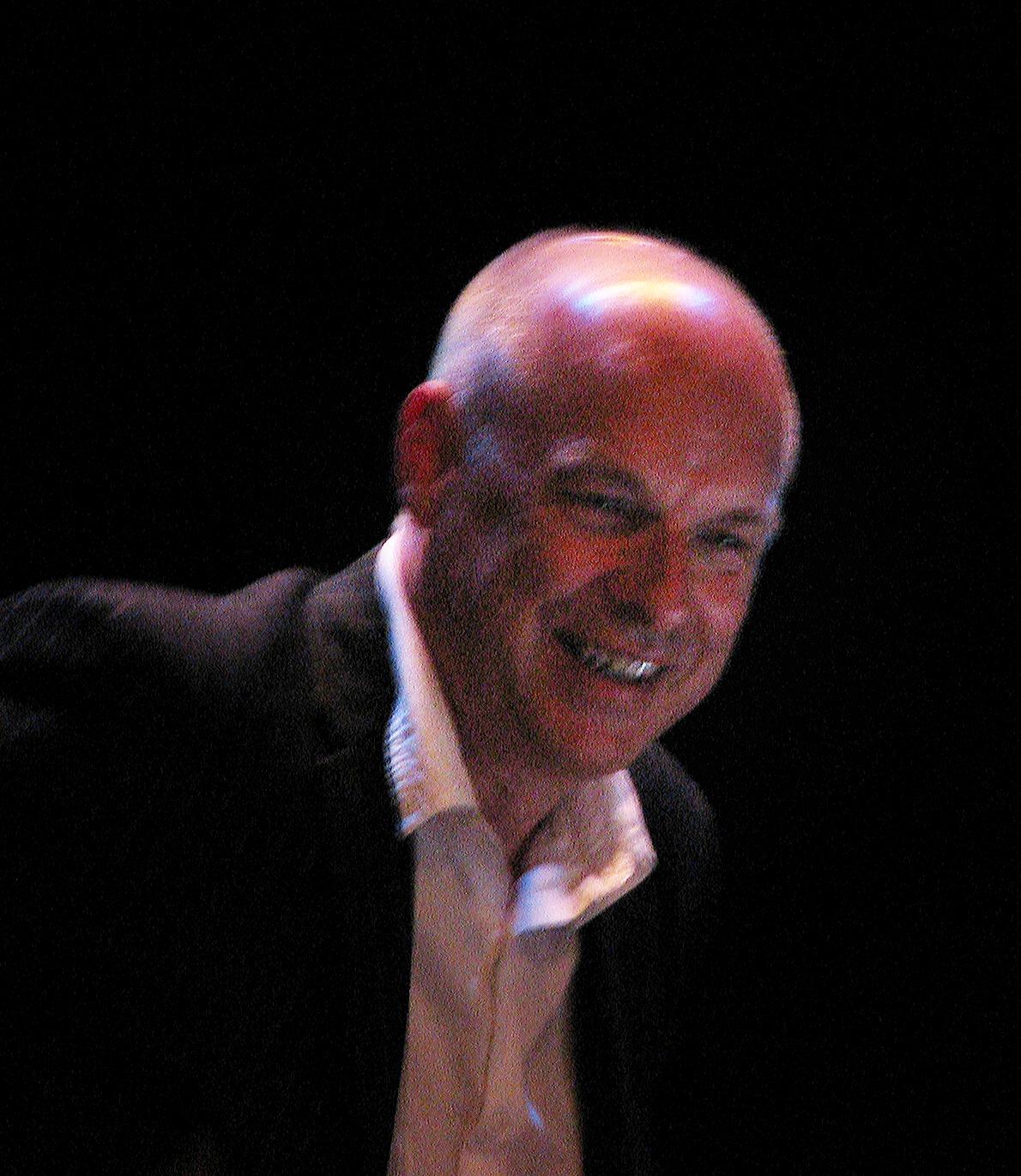
Brian Eno, coproducteur de l'album.

Après avoir songé à  Conny Plank qui a réalisé les disques de Can et de Kraftwerk, U2 veut travailler avec l'Anglais Brian Eno, ancien membre de Roxy Music. Ce dernier, musicien d'avant-garde est souvent cité comme inventeur de l’ambient music ainsi que producteur célèbre de David Bowie, notamment sur la trilogie berlinoise (Low, "Heroes" et Lodger). Il a aussi travaillé avec les Talking Heads sur trois de leurs albums dont le plus connu est Remain in Light en 1980 qui aura une influence sur The Unforgettable Fire.
Le problème est que Brian Eno se consacre désormais à la vidéo et ne veut plus retravailler avec un groupe de rock. U2, par l'intermédiaire de Bono, va se démener pour obtenir ses services, notamment par l'envoi de courriers, de maquettes ou de discussion téléphonique. Finalement, après mûre réflexion, il accepte de produire le nouveau disque de U2. Il amène avec lui en Irlande son associé canadien, l'ingénieur du son Daniel Lanois. Brian Eno confiera plus tard à U2 qu'il avait pris la décision de refuser ce travail et, s'il était finalement venu à Dublin, c'était pour aider Daniel Lanois à décrocher le contrat puis se retirer après.
Malgré les réticences initiales de la maison de disques Island, cette première collaboration entre le duo Eno-Lanois et U2 va s'avérer payante. L'expérience sera même reconduite à de nombreuses reprises au cours de la carrière de U2, notamment trois ans plus tard avec la parution du mythique The Joshua Tree.

### Enregistrement

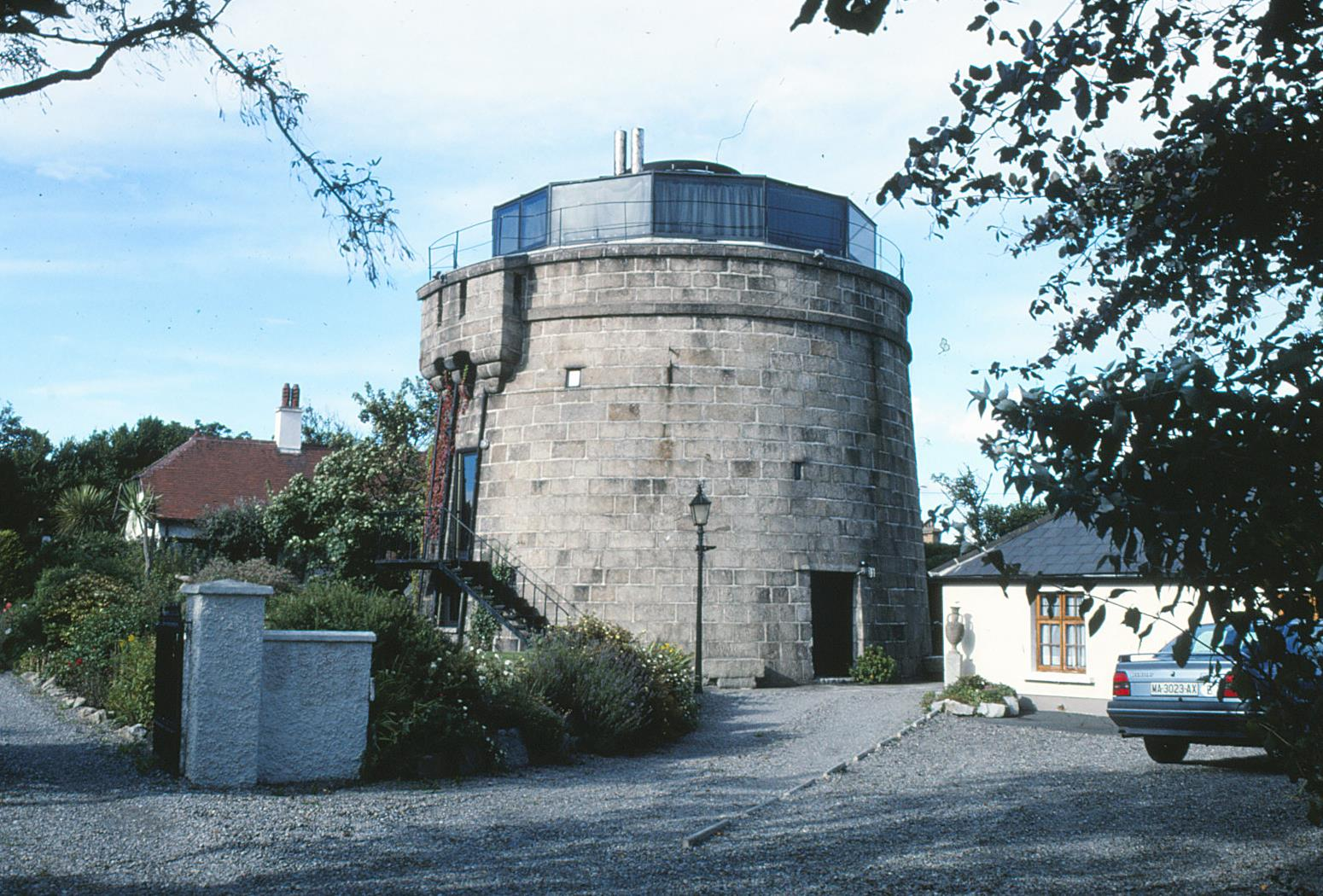
Le groupe a écrit les premiers morceaux de l'album chez Bono, dans une tour Martello, à la fin de l'année 1983.

Au lendemain de la tournée War au Japon en novembre 1983, U2 répète dans la maison de Bono au bord de la mer, dans une tour Martello à Bray, dans le comté de Wicklow. Pendant cette période, les premières versions des chansons Pride (In the Name of Love), The Unforgettable Fire et A Sort of Homecoming sont composées.

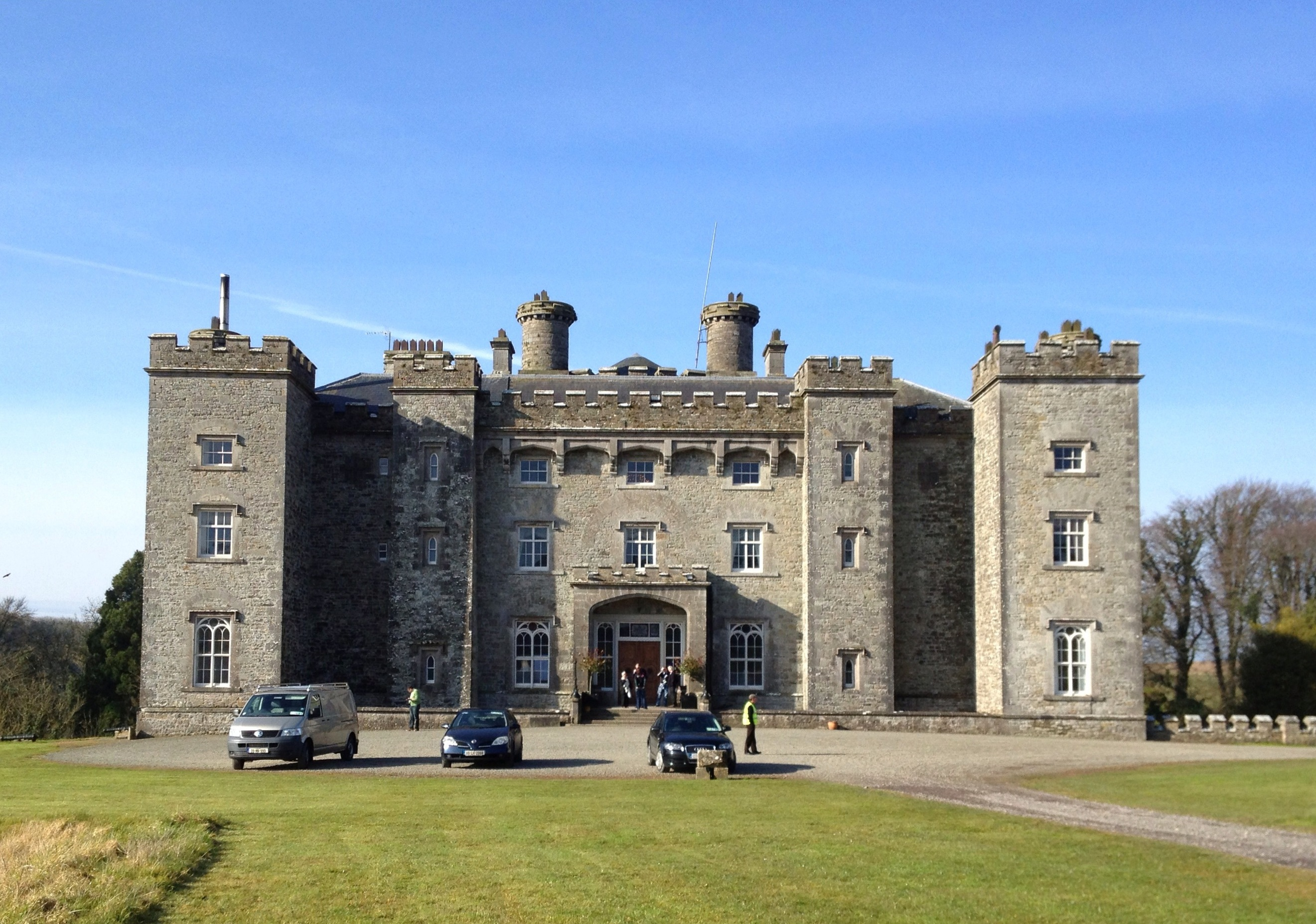
Château de Slane Castle

 Mais, le groupe commence à véritablement travailler sur l'album le 7 mai 1984, aidé des producteurs Brian Eno et Daniel Lanois. Pour la première fois de sa carrière, U2 n'enregistre pas dans un studio traditionnel . Une partie de l'album est réalisée au château de Slane Castle, situé dans la vallée de la Boyne, dans une salle de bal désaffectée, afin d'obtenir un son live. Daniel Lanois est un spécialiste de ce genre d'enregistrement hors studio, en décors naturels.
L'enregistrement sera long - le groupe travaillant parfois de 10 heures à 1 heure du matin - et même stressant sur la fin. La présence de deux spécialistes de la musique ambiant à la production, mène progressivement U2 sur une voie expérimentale. Impressionnés par Brian Eno, Bono et The Edge se montrent à la fois curieux de tout ce qu'il peut leur enseigner et disponibles, malléables, ouverts à toutes ses idées. L'Anglais s'entend notamment très bien avec The Edge en qui il voit le véritable architecte de la musique de U2. Brian Eno oriente U2 vers un son différent, moins « héroïque », des tempos parfois ralentis et de longues plages instrumentales et improvisées. De son côté, Daniel Lanois sonorise la salle de bal pour y enregistrer les répétitions du groupe. Comme Brian Eno, il est très attentif à l'accidentel et à l'aléatoire, laissant improviser les musiciens qu'il lui arrive parfois d'enregistrer à leur insu (le morceau 4th of July).
« Eno a catalysé notre écriture, expliqua Bono des années après, nous a permis de quitter les couleurs primaires du rock pour un autre monde où nous pouvons vraiment nous décrire dans ce qu'il se passait autour de nous ». Larry Mullen Jr. complète en précisant que Brian Eno et Daniel Lanois, furent les premiers à véritablement s'intéresser à la section rythmique du groupe, tandis que Steve Lillywhite mettait davantage l'accent sur la voix et les guitares. C'est aussi la première fois, sur un album de U2, qu'un synthétiseur a été utilisé ; plus précisément un Fairlight CMI, pour enrichir le son de certaines chansons.
Le 5 juin, U2 rentre à Dublin dans ses studios de Windmill Lane pour terminer le disque. The Edge a expliqué que lorsqu'ils enregistraient dans un nouveau lieu comme Slane, il leur fallait quelques semaines pour « s'imprégner de l'élan du nouvel environnement créatif ». En studio, Les producteurs se divisent le travail : Brian Eno travaille avec le groupe le matin et Daniel Lanois l'après-midi. D'après Adam Clayton, des tensions se produisent entre U2 et le duo Eno-Lanois, car les Irlandais ne sont pas en mesure d'achever quoi que ce soit. Les producteurs et The Edge dissuadent Bono de terminer les paroles de Pride (In the Name of Love) et de Bad : « Pourquoi écrire des paroles. A quoi bon ? Là on ressent ce que tu exprimes [...] ». La star de U2 regrettera plus tard de les avoir écoutés : « Je n'ai jamais achevé le titre magistral qu'aurait pu devenir Bad ».
Douze jours avant la date limite pour terminer l'album et à un mois du début de la tournée en Océanie, Bono annonce aux autres membres de U2 qu'il ne pourra pas boucler ses textes. Paniqué, le reste du groupe lui lance alors un ultimatum. Brian Eno de son côté, part avant la fin de l'album, laissant à Daniel Lanois le soin de superviser le mixage final puis le mastering à Londres. « Brian était impatient, se rappelle Larry Mullen Junior. Mais, à sa décharge, il faut avouer qu'à la longue, regarder U2 travailler peut devenir insoutenable. » Enfin, le travail finit par aboutir et l'album est terminé le 5 août. La tournée débute à Christchurch en Nouvelle-Zélande le 29 du même mois et le disque sort officiellement dans le monde entier le 1er octobre 1984.

## Caractéristiques artistiques

### Analyse du contenu
De genre rock, The Unforgettable Fire est composé de 10 chansons et sa durée d'écoute est de 42 minutes et 38 secondes. Le nom du disque tire son origine d'une exposition de peintures et de dessins au musée pour la paix de Chicago, réalisés par des survivants de la bombe atomique à Hiroshima et Nagasaki. D'après Bono, le thème de l'album « c'est le flirt avec la mort, la fission nucléaire, la matière première des centrales nucléaires ou des armes de destruction massive. » Les deux 45 tours du disque sont Pride (In the Name of Love) et la chanson-titre sortis respectivement le 4 septembre 1984 et le 1er avril 1985.
The Unforgettable Fire est le premier album de U2 à avoir une véritable cohérence sonore, une ambiance particulière. Brian Eno  et U2 ont essayé de créer des « paysages musicaux » par opposition à de simples chansons. Des titres « électriques » tels que Pride (In the Name of Love) ou le funk blanc Wire sont toutefois plus conformes aux disques antérieurs, mais s'intègrent très bien au reste de l'album.

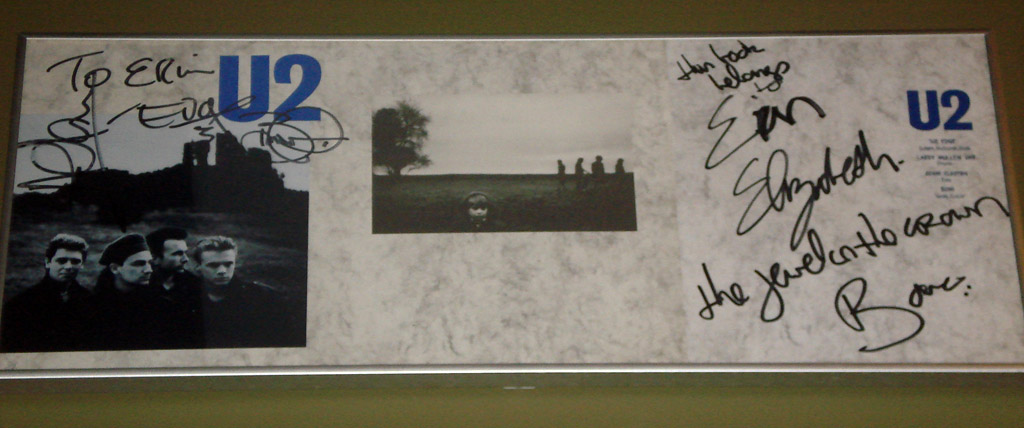
A gauche, le château de Carrigogunnel avec les membres de U2.

On constate aussi l'évolution musicale des 4 membres du groupe. Sur certains titres comme le paisible et poétique Promenade ou le chant religieux MLK (initiales de Martin Luther King) en clôture du disque, la voix de Bono est parfois plus posée, moins héroïque que sur les précédents albums de U2 :  « Sur The Unforgettable Fire, j'ai réappris à me détendre. J'ai réappris à chanter »  dit-il. Le son de guitare de The Edge se fait plus atmosphérique que sur l'album War comme on peut l'entendre sur Indian Summer Sky ou la chanson qui a donné son titre au disque. Enfin, le jeu de batterie de Larry Muller Jr. gagne en subtilité avec des rythmes funky (Wire ou Bad) tandis que la basse d'Adam Clayton est devenue plus subliminale.
Par rapport à War, The Unforgettable Fire est moins direct aussi bien sur le plan religieux que sur le plan politique. Il possède des paroles davantage lyriques et soignées, en un mot plus littéraires. Bono et les membres du groupe continuent à s'inspirer d'écrivains, de cinéastes et de musiciens pour confectionner les paroles de leurs chansons.
L'album introduit un thème nouveau dans l'écriture de Bono : son sentiment de fascination-répulsion envers les États-Unis. The Unforgettable Fire est ainsi considéré comme le premier album « américain » du groupe. L'Amérique est très présente tout au long du disque comme on peut l'entendre sur Pride, MLK, Elvis Presley and America, Indian Summer Sky et 4th of July. Cet intérêt pour les États-Unis se poursuivra sur l'album suivant, The Joshua Tree.
Les sommets de The Unforgettable Fire sont placés essentiellement dans la première partie du disque. Titre d'ouverture de l'album, A Sort of Homecoming sonne comme une marche militaire. Le morceau montre immédiatement la nouvelle direction musicale de U2. Comme sur la majeure partie de l'album, le son martial et percutant de la batterie de War a été remplacé par un mélange polyrythmique plus subtil, et la guitare n'occupe plus une place aussi importante dans le mixage. Le titre et la chanson elle-même puisent leur inspiration d'un vers du poète juif roumain Paul Celan : « la poésie est une sorte de retour au pays ». Le leader de Coldplay Chris Martin dira plus tard sur A Sort of Homecoming : « Je la connais à l'endroit et à l'envers... Elle est si envoûtante, brillante, magnifique. C'est l'une des premières chansons que j'ai faite écouter à mon enfant dans le ventre de sa mère. »
Pride (In the Name of Love) est un morceau lumineux écrit à la mémoire de Martin Luther King. Sa mélodie et ses accords ont surgi lors d'un soundcheck à Hawaï en novembre 1983. La chanson sera finalisée lors de son enregistrement dans les studios de Windmill Lane à Dublin au printemps de l'année suivante. La star des Pretenders Chrissie Hynde chante avec U2 à la fin du morceau. Selon Bono, ce titre serait resté « à l'état d'esquisse ». La chanson contient une référence erronée à l'assassinat de Martin Luther King : « Early morning, April 4 », alors qu'elle s'est produite après 18 heures. Bono reconnaît l’erreur et en concert, il change souvent les paroles en « Early evening... ». Pride (In the Name of Love) accédera au troisième rang des charts au Royaume-Uni, provoquant une mini déception chez U2, qui espérait avec cet hymne atteindre la première place.
Wire est une chanson au rythme rapide, construite sur un léger groove de batterie funk. Le morceau montre l'influence des Talking Heads, avec lesquels Brian Eno avait travaillé. Une grande partie de la chanson a été improvisée par Bono au micro. Le thème de Wire est la drogue, qui se développait à Dublin à l'époque. Bono voulait écrire une chanson qui montrerait sa propre ambivalence vis-à-vis de l'héroïne : « Je suis sans doute le genre de gars qui pourrait devenir accro » admet-il.
Second single de l'album éponyme, The Unforgettable Fire est un titre aérien où s'entremêle plusieurs thèmes et mélodies. Ses paroles n'ont que très peu de rapport avec l'origine du morceau. C'est une chanson d'amour  qui rejoint A Sort of Homecoming. Elle est toutefois imprégnée d'une intuition profonde qui semble annoncer la fin d'une relation.
Le délicat Promenade est aussi une chanson d'amour, inspirée par Van Morrison, enveloppée dans un manteau de cordes sous la direction de Noel Keleham. Promenade est le récit d’une promenade faite à Bray par Bono et sa femme Ali.
L'instrumental 4th of July, nommé en hommage à la naissance d’une des filles de The Edge, n’a d’autre intérêt que la ligne de basse d’Adam Clayton et l’ambiance planante typique du duo Eno-Lanois. Le morceau est né d'une improvisation de The Edge sur une mélodie de basse d'Adam Clayton, sans savoir qu'ils étaient enregistrés à leur insu par Brian Eno. C'est encore de nos jours, la seule chanson instrumentale sur un album complet de U2 (sans compter Original Soundtracks 1 des Passengers).
Bouclé en trois prises, Bad est un morceau hypnotique  inspiré du Velvet Underground. Il parle de la dépendance à l'héroïne mais Bono, en concert, a fréquemment présenté ce titre comme une chanson sur Dublin. « Prometteuse mais inachevée » selon son chanteur, Bad fait toutefois partie des chansons préférées des fans de U2 et elle est régulièrement jouée en concert depuis 1984.
Indian Summer Sky, est un morceau influencé comme Wire par les Talking Heads. C'est une réflexion sociale sur la nature (Indian summer est l’expression anglaise pour l’été de Saint-Martin). « Ce que j'ai essayé de faire passer dans Indian Summer Sky raconte Bono, c'est la sensation d'un esprit prisonnier d'une jungle de béton ».
Morceau le plus long de l'album, Elvis Presley and America est une improvisation basée sur un accompagnement ralenti de A Sort of Homecoming. C'est l'un des textes les plus embarrassants de Bono, censé rendre hommage au roi du rock 'n' roll. Comme le dit Dave Marsh, critique rock américain : « jamais chanson rock n'avait été superbement gâchée ».
L'album se clôt par MLK, une sorte de chant religieux apaisé, écrit comme Pride (In the Name of Love) en hommage à Martin Luther King. « Sleep, sleep tonight/And your dreams/Be realised (Dors, dors cette nuit/puisses tes rêves/se réaliser) » chante Bono.
L'album est donc une transition entre les années « héroïques » du groupe (Boy, War) et celles plus blues ou Roots rock de la fin des années 1980. Des morceaux comme la chanson-titre, Promenade  ou le folk Bad qui sera une des chansons incontournables du The Unforgettable Fire Tour, laissent entrevoir ce que sera le futur de U2 : moins rock et plus aventureux.

### Pochette

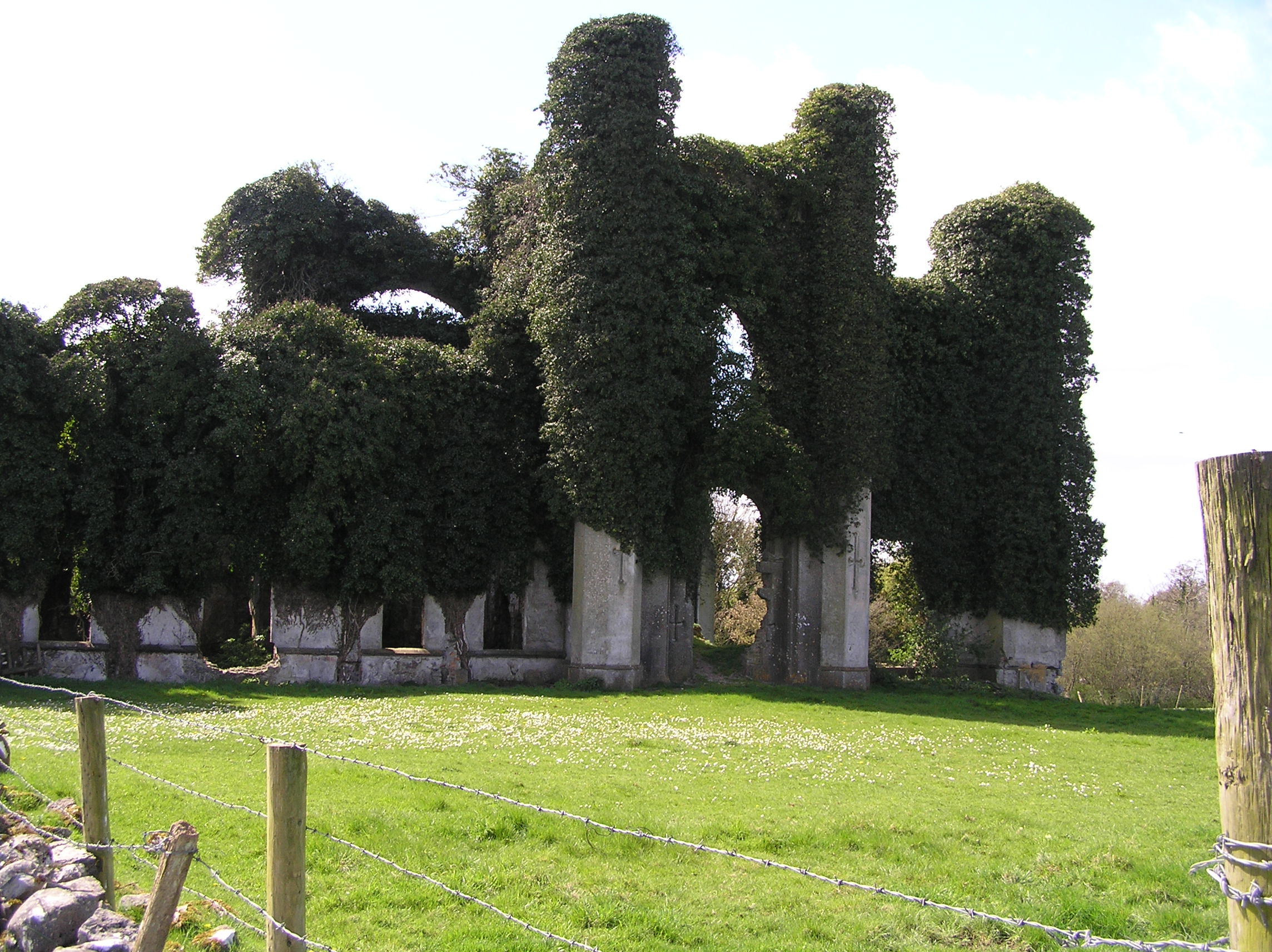
Moydrum Castle, le site représenté sur la couverture de l'album.

C'est The Edge qui a eu l'idée de la pochette d'album : « Le château oublié représente la fin d'une période... Je crois que c'est un truc qui concerne l'Empire Britannique ou celui de l'Occident ».
La couverture du disque, aux contours fuchsias, présente une photo d'un château en ruine et couvert de végétations. La photo est l'œuvre du Néerlandais Anton Corbijn. Ce château n'est toutefois pas Slane Castle, lieu d'enregistrement du disque, mais celui de Moydrum qui est localisé au cœur de l'Irlande, dans le comté de West Meath, à l'est de la ville d'Athlone situé à environ 90 minutes de Dublin. Sur la photo, on voit notamment Bono le bras gauche levé. La star de U2 dira au magazine Rock & Folk  en 2000 : « qu'il n'y a que la couverture qui me sort par les trous de nez aujourd'hui. Qu'est-ce que je fais avec mon bras comme ça ? ». Au dos de la pochette, il y a un autre château qui s'appelle Carrigogunnel et localisé dans le comté de Limerick. On y voit les quatre membres du groupe de dos faisant face au château.

## Anecdotes
The Unforgettable Fire était l'un des 10 albums préférés du trompettiste de jazz Miles Davis qui l'a avoué peu de temps avant de mourir en 1991. C'est du moins ce qu'a révélé Bono à Rock & Folk en novembre 2000.
A Sort of Homecoming est, avant sa remastérisation en 2009, la seule chanson avec des paroles dans la pochette de l'album.
Au début de la chanson The Unforgettable Fire, on peut entendre de la 4e à la 7e seconde Larry Mullen Jr. commencer par erreur à jouer de la batterie, erreur ponctuée par un « merde ». Cette faute a été conservée sciemment dans l’enregistrement final.
Jugeant que le texte de Bad n'est pas assez convaincant, Bono a fredonné en concert depuis sa création, cinquante airs différents sur les deux accords de la chanson.

## Accueil critique
The Unforgettable Fire a reçu d'assez bonnes critiques de le presse mondiale. Paul Du Noyer de la revue britannique NME a fait l'éloge de l'album en insistant sur le bon choix des deux producteurs Brian Eno et Daniel Lanois. Il a apprécié la nouvelle orientation artistique du groupe, comme le prouve ce passage : « Juste à temps, U2 a fait une embardée. Là, ils ont fait l'album qu'ils devaient faire. Le vieux quatuor de rock a été déconstruit. Il est remplacé par un paysage sonore panoramique, de multiples textures... Je ne dis pas que c'est le meilleur album en date, mais c'est de la musique qui mérite qu'on passe des mois à la connaître. » Moins impressionné, Adam Sweeting du Melody Maker, a émis des réserves sur le disque, déclarant notamment que : « si vous venez à cet album avec votre conception ancrée de U2, vous serez déçu. Il y a des touches de l'ambiance suggestive de Boy et peu de frisson brut de cet album... U2 aurait pu rester dans son rock puissant, avec des résultats lucratifs, et cette nouvelle tactique est la bienvenue. Le nouveau U2 n'est qu'en parti réalisé ici. ». Tony Fletcher de Jamming ! a reconnu les qualités du disque même s'il a regretté le manque de tubes en son sein. Kurt Loder de Rolling Stone a trouvé que The Unforgettable Fire était inférieur à l'album précédent et lui a donné la note moyenne de 3/5. Néanmoins, ce même magazine a proclamé U2 « meilleur groupe rock des années quatre-vingt » en février 1985. Bill Graham de Hot Press a estimé en 1996 que The Unforgettable Fire était l'album le plus crucial de U2. En France, Best a écrit un article positif sur le disque, bien résumé par cette remarque : « force est de reconnaître que le feu de la passion brûle toujours chez U2, le seul groupe qui conjugue Peace and Love sans être rétro, avec toute l'énergie du rock en bonus ». Enfin, dans Rock & Folk, The Unforgettable Fire est désigné  « album du mois » et Jean-Marc Bailleux conclut sa chronique du disque en disant qu'il est : « une tranche de passion à recevoir haut et fort ».
En 2009, lors de la réédition de luxe de The Unforgettable Fire pour son 25e anniversaire, la revue Q a donné la note maximale de 5 étoiles à l'album et Rolling Stone 4 étoiles et demi[réf. nécessaire].

## The Unforgettable Fire Tour
La tournée promotionnelle de l'album The Unforgettable Fire s'est déroulée du 29 août 1984 à Christchurch en Nouvelle-Zélande au 25 juillet 1985 à Cork en Irlande. Elle compte au total 112 shows sur trois continents, dont 43 concerts en Europe et 50 en Amérique du Nord. Les chansons de l'album qui ont été les plus jouées dans cette tournée sont A Sort of Homecoming, Pride (In the Name of Love), Wire, The Unforgettable Fire, Bad et MLK.

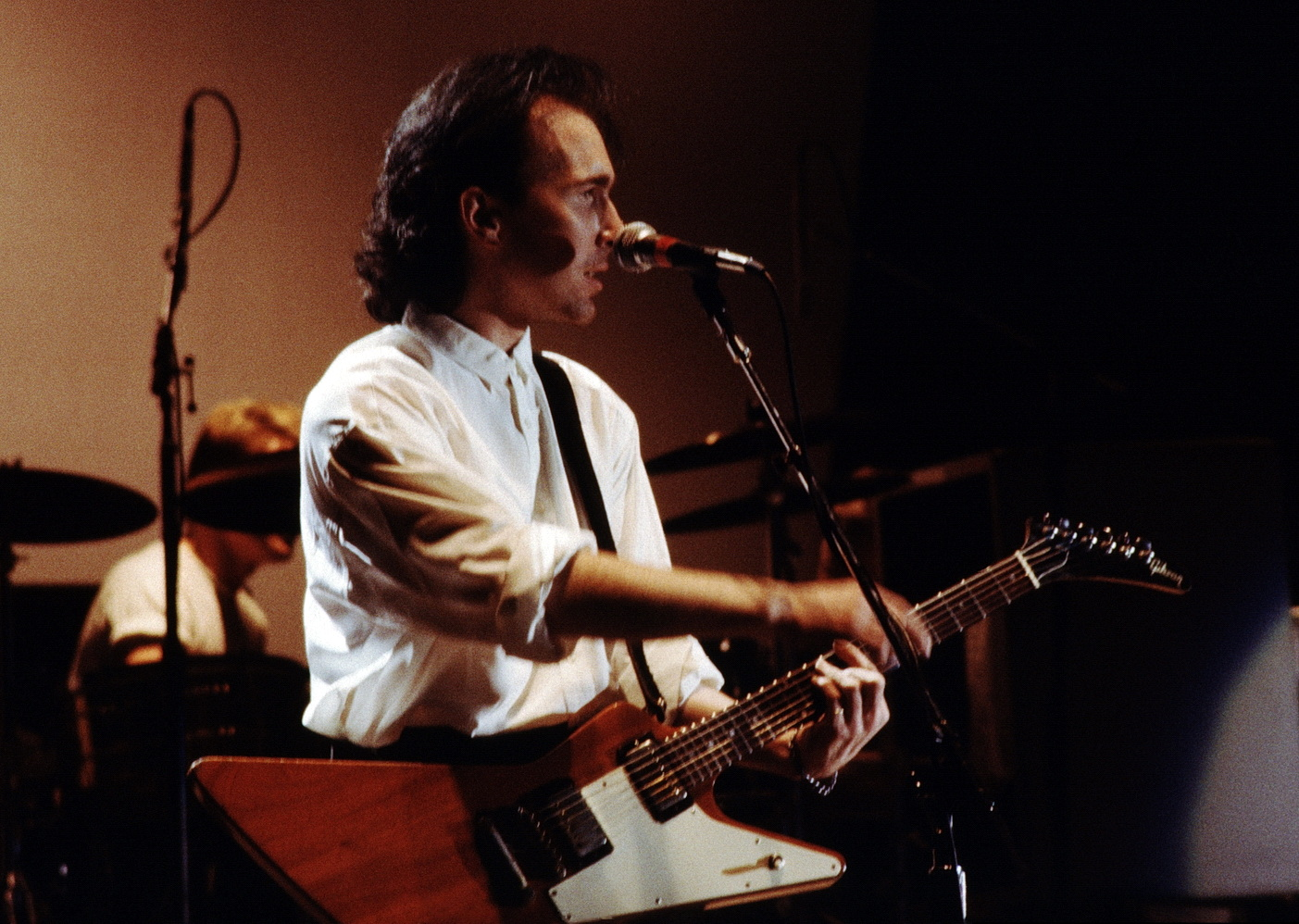
Le guitariste The Edge en concert à Drammen en Norvège, durant le Unforgettable Fire Tour.

Le groupe a été confronté à un problème inédit durant cette tournée : recréer en live la notion de paysage sonore chère à Brian Eno. Adam Clayton se souvient : « On  avait programmé la tournée pour commencer par l'Australie et être rodés au moment des concerts en Europe et en Amérique. Sauf que ça a été un désastre. Sur scène, nos nouvelles chansons ne fonctionnaient pas. Si bien qu'avant de se produire en Europe il y a eu urgence : répéter ! » The Edge poursuit : « C'est là que j'ai découvert les séquenceurs. je programmais les parties de clavier, les laissais tourner, et ensuite je pouvais jouer de la guitare par-dessus. Le séquenceur déclenchait un clic et soudain nous avions un clavier dans une petite boîte. Magique ! »»

## Ventes de l'album et classements
| Pays        | Classement | Certification | Ventes    |
| ----------- | ---------- | ------------- | --------- |
| Australie   | 1          |               | 200 000   |
| Canada      | 5          | 3 × Platine   | 500 000   |
| France      | NC         | Or            | 330 000   |
| Pays-Bas    | 1          | Or            | 150 000   |
| Royaume-Uni | 1          | 2 × Platine   | 1 100 000 |
| États-Unis  | 12         | 3 × Platine   | 3 600 000 |

## Classements des singles
- Pride (In the Name of Love) (septembre 1984) :  Nouvelle-Zélande no 1 /  Irlande no 2 /  Royaume-Uni no 3 /  États-Unis no 33
- The Unforgettable Fire (avril 1985) :  Irlande no 1 /  Nouvelle-Zélande no 3 /  Royaume-Uni no 6 /  Pays-Bas no 8

## Liste des titres
Toutes les paroles sont écrites par Bono, toute la musique est composée par U2.
| 1.    | A Sort of Homecoming        | 5:28 |
| 2.    | Pride (In the Name of Love) | 3:48 |
| 3.    | Wire                        | 4:19 |
| 4.    | The Unforgettable Fire      | 4:55 |
| 5.    | Promenade                   | 2:35 |
| 6.    | 4th of July                 | 2:12 |
| 7.    | Bad                         | 6:09 |
| 8.    | Indian Summer Sky           | 4:17 |
| 9.    | Elvis Presley and America   | 6:23 |
| 10.   | MLK                         | 2:31 |
| 42:38 |                             |      |

## Crédits
| U2 - Bono – chant, chœurs, guitare additionnelle - The Edge – guitare, claviers, chœurs - Adam Clayton – basse - Larry Mullen, Jr. – batterie Musiciens additionnels - Brian Eno – voix additionnelles, instruments, traitements - Daniel Lanois – voix additionnelles, instruments, traitements - Paul Barret – Fairlight CMI - Chrissie Hynde – chœurs sur Pride (In the Name of Love) - Peter Gabriel – chant sur A Sort of Homecoming (Daniel Lanois Remix) | Production - Daniel Lanois – réalisateur artistique, ingénieur du son - Brian Eno – production, ingénieur du son - Randy Ezratty – ingénieur du son assistant - Kevin Killen – ingénieur du son additionnel - Noel Kelehan – arrangement des cordes (4, 7) - Steve Averill – design - Anton Corbijn – design, photographie |

## Réédition
Bono et The Edge annoncent sur la BBC en août 2009 qu'ils viennent de retrouver plusieurs morceaux inédits enregistrés en 1983 et 1984. Certaines de ces chansons doivent compléter la réédition de The Unforgettable Fire, à l'occasion du 25e anniversaire de sa sortie. On y trouve notamment Disappearing Act, un titre produit par Brian Eno et Daniel Lanois sous le nom de White Cities. La nouvelle version a été retravaillée en France par U2. The Edge déclare à propos de cette chanson : « 25 ans après, le son est incroyable, la batterie, la basse, la guitare et la voix, c'est vraiment étonnant ».
L'album réédité sort le 26 octobre 2009 sous quatre formats. On peut ainsi découvrir dans le CD bonus deux nouvelles chansons : Yoshino Blossom et Disappearing Act, ré-enregistré durant l'été.
| Liste des titres du CD bonus de la réédition | Liste des titres du CD bonus de la réédition          | Liste des titres du CD bonus de la réédition                                       | Liste des titres du CD bonus de la réédition | Liste des titres du CD bonus de la réédition | Liste des titres du CD bonus de la réédition | Liste des titres du CD bonus de la réédition | Liste des titres du CD bonus de la réédition | Liste des titres du CD bonus de la réédition | Liste des titres du CD bonus de la réédition |
| No                                           | Titre                                                 | Origine                                                                            | Durée                                        |                                              |                                              |                                              |                                              |                                              |                                              |
| -------------------------------------------- | ----------------------------------------------------- | ---------------------------------------------------------------------------------- | -------------------------------------------- | -------------------------------------------- | -------------------------------------------- | -------------------------------------------- | -------------------------------------------- | -------------------------------------------- | -------------------------------------------- |
| 1.                                           | Disappearing Act                                      | titre non utilisé pour The Unforgettable Fire et achevé en 2009                    | 4:35                                         |                                              |                                              |                                              |                                              |                                              |                                              |
| 2.                                           | A Sort of Homecoming (live à Wembley Arena)           | face b du single The Unforgettable Fire                                            | 4:07                                         |                                              |                                              |                                              |                                              |                                              |                                              |
| 3.                                           | Bad (live à NEC, Birmingham)                          | tiré de l'EP Wide Awake in America                                                 | 8:00                                         |                                              |                                              |                                              |                                              |                                              |                                              |
| 4.                                           | Love Comes Tumbling                                   | Face b du single The Unforgettable Fire                                            | 4:52                                         |                                              |                                              |                                              |                                              |                                              |                                              |
| 5.                                           | The Three Sunrises                                    | Face b du single The Unforgettable Fire                                            | 3:53                                         |                                              |                                              |                                              |                                              |                                              |                                              |
| 6.                                           | Yoshino Blossom                                       | instrumentale jamais commercialisé, tirée des sessions pour The Unforgettable Fire | 3:39                                         |                                              |                                              |                                              |                                              |                                              |                                              |
| 7.                                           | Wire (Kevorkian 12" Vocal Remix)                      | remix inédit                                                                       | 5:12                                         |                                              |                                              |                                              |                                              |                                              |                                              |
| 8.                                           | Boomerang I                                           | face b du single Pride (In the Name of Love)                                       | 2:48                                         |                                              |                                              |                                              |                                              |                                              |                                              |
| 9.                                           | Pride (In the Name of Love) (extended single version) | face a du single Pride (In the Name of Love)                                       | 4:43                                         |                                              |                                              |                                              |                                              |                                              |                                              |
| 10.                                          | A Sort of Homecoming (Daniel Lanois Remix)            | version inédite, featuring Peter Gabriel                                           | 3:18                                         |                                              |                                              |                                              |                                              |                                              |                                              |
| 11.                                          | 11 O'Clock Tick Tock (version longue)                 | face b du single Pride (In the Name of Love)                                       | 4:13                                         |                                              |                                              |                                              |                                              |                                              |                                              |
| 12.                                          | Wire (Celtic Dub Mix)                                 | Vinyle 7" promotionnel de New Musical Express (1985)                               | 4:36                                         |                                              |                                              |                                              |                                              |                                              |                                              |
| 13.                                          | Bass Trap                                             | face b du single The Unforgettable Fire                                            | 5:15                                         |                                              |                                              |                                              |                                              |                                              |                                              |
| 14.                                          | Boomerang II                                          | face b du single Pride (In the Name of Love)                                       | 4:50                                         |                                              |                                              |                                              |                                              |                                              |                                              |
| 15.                                          | 4th of July (version single)                          | face b du single The Unforgettable Fire                                            | 2:26                                         |                                              |                                              |                                              |                                              |                                              |                                              |
| 16.                                          | Sixty Seconds in Kingdom Come                         | instrumentale, face b du single The Unforgettable Fire                             | 3:15                                         |                                              |                                              |                                              |                                              |                                              |                                              |
| 69:42                                        |                                                       |                                                                                    |                                              |                                              |                                              |                                              |                                              |                                              |                                              |